# Georgia (Estados Unidos)
Georgia es uno de los cincuenta estados que, junto con Washington D. C., conforman los Estados Unidos. Su capital y ciudad más poblada es Atlanta. Está ubicado en la región Sur del país, división Atlántico Sur, limitando al norte con Tennessee y Carolina del Norte, al este con el río Savannah —que lo separa de Carolina del Sur—, al sur con Florida y al oeste con Alabama (la mitad meridional de este límite la forma el río Chattahoochee). Con 10 914 575 habitantes en el censo de 2020 es el octavo estado más poblado, por detrás de California, Texas, Florida, Nueva York, Pensilvania, Illinois y Ohio. Fue admitido en la Unión el 2 de enero de 1788, como el estado número 4.
El crecimiento de la población de Georgia es uno de los más altos del país en los últimos lustros. Su población creció en torno al 26 % entre 1990 y 2000, pasando de 6 478 216 habitantes en 1990 a 8 186 453 en 2000. La mayor parte de Georgia está cubierta por bosques, principalmente pinos, melocotones y magnolias. El territorio del norte del estado es montañoso fundamentalmente, mientras que su zona sur es más llana y menos accidentada. Los aspectos naturales de Georgia fueron y aún son muy importantes para el estado. Culturalmente, las bellezas naturales inspiraron a diversos artistas que crecieron allí. Económicamente, hacen del turismo y de la industria maderera importantes fuentes de ingresos de Georgia. El estado es uno de los líderes nacionales en la producción maderera. Sus bosques le dieron el apodo de The Peach State (El Estado del Melocotón) y un dicho popular, Tall as Georgia Pine (Alto como un Pino de Georgia).
La región que constituye actualmente Georgia estaba en disputa durante el final del siglo XVII y el inicio del  XVIII, entre el Reino Unido y España. Desde el punto de vista británico, Georgia por entonces formaba parte de una colonia llamada Carolinas, que incluía también los actuales estados de Carolina del Norte y Carolina del Sur. Sin embargo, para España, Georgia formaba parte de la Florida española, manteniendo viva la disputa con cierta intensidad hasta el final de la guerra de los Siete Años, en 1763. En 1724, los británicos crearon la colonia de Georgia. El 12 de febrero de 1733, los primeros colonos británicos se instalaron en la región, en lo que actualmente constituye Savannah. Georgia fue la última de las Trece Colonias creada por los británicos.
Georgia prosperó a partir de la década de 1750, con el cultivo de arroz y maíz, convirtiéndose en un líder de la industria agraria de las Trece Colonias. Después de la victoria estadounidense en la guerra de Independencia de los Estados Unidos, Georgia se convirtió el 2 de enero de 1788 en el cuarto estado estadounidense. Georgia se separó de la Unión en 1861, y formó parte de los Estados Confederados de América. Georgia fue uno de los estados más duramente afectados por la guerra de Secesión (una etapa de la historia de Georgia que inspiró la inmortal novela Lo que el viento se llevó). Hasta el inicio del siglo XX, la economía del estado dependía de la agricultura y la ganadería. A partir de entonces, la manufactura se convirtió en la principal fuente de renta del estado, y más recientemente el sector de finanzas se ha convertido también en una de sus principales fuentes de ingresos.

## Historia

### Pobladores primeros
Los nativos americanos vivían en la región donde actualmente se localiza el estado de Georgia miles de años antes de la llegada de los primeros europeos. Fue Hernando de Soto en 1540 el primer europeo en visitar la zona. Los primeros en instalarse en la región fueron una tribu prehistórica, llamada mound builders (constructores de montículos) por construir pequeños montes de tierra, para ceremonias rituales. Algunos siglos antes de la llegada de los primeros exploradores europeos, los creek y los cheroqui se instalaron en la región, en el norte y en el sur, respectivamente, del actual estado de Georgia, ocupando gradualmente el lugar de los mound builders. Los creek vivían más al sur. Se han descubierto restos arqueológicos, de unos 1100 años de antigüedad, de una ciudad maya en las montañas de este estado, que se cree que pudo ser construida por este pueblo huyendo de guerras, hambruna o desastres naturales que azotaban Centroamérica.

### 1526-1730
El primer asentamiento europeo en territorio estadounidense fue fundado en 1526, por el español Lucas Vázquez de Ayllón. No se sabe con seguridad la localización de este asentamiento, si fue fundado en el litoral del Atlántico de Carolina del Sur o de Georgia. Seis meses después de la fundación, el asentamiento fue abandonado a causa del mal tiempo y de las enfermedades.
En 1540, el ibérico Hernando de Soto, partiendo de la entonces posesión española de la Florida en dirección al río Misisipi, exploró partes del actual estado de Georgia. En aquella zona, Soto trabó contacto con los mound builders, siendo el único europeo del que se tiene noticia de haber avistado este grupo autóctono. Se cree que los mound builders se extinguieron durante la década de 1560.
La conquista definitiva se efectuó tras fundar los hugonotes franceses una colonia en la costa atlántica (Fuerte Caroline) en 1564, la cual, abandonada poco después, se restauró por orden del almirante Coligny, aun teniendo noticias la reina de Francia por su hija, Isabel de Valois, que el esposo de ésta, Felipe II, no consentiría la presencia de herejes en sus territorios. Se pretendía con ello atacar la flota de Indias al cruzar el canal de las Bahamas; trasladar las guerras de religión al Nuevo Mundo y enfrentar la opinión francesa contra España. Menéndez de Avilés se encargó de acabar con estos problemas y lo hizo cumpliendo las órdenes que recibió del monarca. Los franceses fueron expulsados en 1565, y entonces, se fundaron diversos fuertes en la costa Atlántica de los actuales Estados Unidos, uno de los cuales fue construido en la actual Georgia, en 1566, en la isla de St. Catherines.
Jesuitas provenientes de La Florida se establecieron en 1570, totalmente solos (sin tropas españolas), en la misión de Ajacán (actual Virginia), donde fueron martirizados, librándose únicamente un niño de doctrina. En 1572 la Compañía de Jesús abandonó las misiones en esta zona, siendo sustituida por la Orden de San Francisco. La primera década franciscana fue una época turbulenta en la que se abandonaron los puestos misionales más al norte por la rebelión de los Guale en 1597,  aunque se volvieron a ocupar más tarde.La Iglesia católica ha reconocido el martirio de cinco frailes españoles asesinados durante esta revuelta.
La región de la actual Georgia continuaría poco explorada por europeos hasta el inicio del siglo XVIII; la Corona española, centrada principalmente en el desarrollo de sus otras provincias, apenas hizo unos fuertes defensivos y dejó este terreno montañoso y boscoso en manos de los misioneros. En 1629, los ingleses pasaron a reivindicar la región. Este año, el rey Carlos I de Inglaterra creó una colonia, la colonia de Carolinas, de la que quería que Georgia formara parte. En 1721, los británicos crearon un fuerte próximo al río Altamaha, abandonándolo en 1727, a causa de su alto coste de mantenimiento.

### 1730-1783
En 1730, un grupo de británicos establecieron planes para la creación de una colonia en el sur inexplorado de las Carolinas. Esta colonia se llamó Georgia, en homenaje al entonces monarca del Reino Unido, el rey Jorge II de Gran Bretaña, George en inglés. Este autorizó la creación de la nueva colonia a través de la segregación de la región sur de las Carolinas. Inicialmente, este grupo de británicos planearon enviar prisioneros o personas endeudadas a aquella zona. Este plan, sin embargo, fue abandonado, y solo algunos endeudados fueron enviados allí, personas de las que no se volvió a tener más noticias después de su salida del Reino Unido.

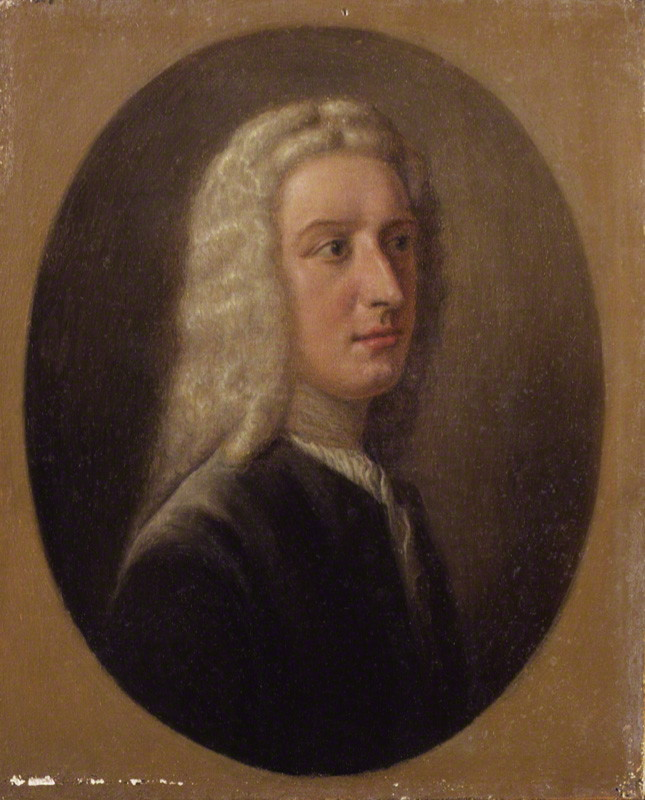
James Oglethorpe, fundador de la provincia de Georgia.

En 1732, el rey Jorge II concedió una licencia de operación de la nueva colonia de Georgia, por 21 años, a una corporación llamada Trustees for the Establishing of the Colony of Georgia in America (Corporación para el Establecimiento de la Colonia de Georgia en América), cuyo objetivo era financiar y suministrar el reclutamiento y el transporte de colonos entre Europa y Georgia. A pesar de las protestas de los españoles, que reivindicaban la región, los primeros colonos británicos, liderados por James Oglethorpe, fueron enviados a Georgia el 17 de noviembre de 1732, partiendo del Reino Unido, a bordo del HMS Anne. El 12 de febrero de 1733, estos colonos desembarcaron en la región donde actualmente está localizada la ciudad de Savannah. Estos colonos tuvieron la colaboración de Tomochichi, jefe de una tribu creek, que ayudaron los colonos a construir cobijos adecuados y a cultivar maíz y arroz, y persuadió a otras tribus vernáculas a no atacar a los nuevos colonos. En los veintiún años en que Georgia fue controlada por los Trustees, más de cuatro mil colonos se instalaron en Georgia, de los cuales la mitad tuvieron sus gastos de viaje pagados por la Corporación.
Tanto el Reino Unido como España reivindicaban Georgia. Esta cuestión, más el hecho de la existencia del comercio ilegal entre comerciantes británicos y colonias españolas en América, hicieron que España y el Reino Unido entraran en guerra (guerra del Asiento) en 1739. En esta guerra, Oglethorpe intentó anejarse la Florida española aunque fue derrotado. En 1742, después de que Oglethorpe y sus tropas frenarán a una pequeña fuerza militar española, terminó la guerra. Sin embargo, continuó la cuestión de la reivindicación de Georgia.
Durante el período en el que Georgia estuvo bajo el control de la Corporación, los colonos tenían diversas limitaciones impuestas por la Corona británica, que no se aplicaban al resto de las Trece Colonias. Por ejemplo, no podían hacer uso del trabajo esclavo. Mientras que la economía de Carolina del Norte y de Carolina del Sur prosperaban con el cultivo de maíz y de arroz, la economía de Georgia sufrió con las bajas exportaciones y los altos precios de los productos importados, llevando a muchos a recurrir al contrabando de productos españoles vía Florida. En 1752, la Corporación abrió la mano en las condiciones de su licencia, y Jorge II reorganizó la colonia como una provincia colonial, en 1754, retirando las restricciones anteriormente impuestas a la colonia. Georgia entonces prosperó económicamente, y su población pasó a crecer rápidamente.
El primer conflicto en Georgia en la guerra de Independencia de los Estados Unidos fue la tentativa de captura de once navíos cargados de arroz, en el puerto de Savannah, en 1776, consiguiendo capturar solo dos. El 24 de julio de 1778, Georgia ratificó los Artículos de la Confederación, el padre de la Constitución de los Estados Unidos de América. Savannah fue conquistada por los británicos en diciembre de 1779. A finales de septiembre de 1779, fuerzas navales estadounidenses, con la ayuda de la armada francesa, tomaron la ciudad, después de sitiarla durante tres semanas. A pesar de la reconquista de la ciudad, la mayor parte de Georgia estaba bajo control británico a finales de 1779. Fue solamente en 1782 que las tropas británicas presentes en Georgia abandonarían la colonia. Después del fin de la Revolución estadounidense, en 1783, y bajo los términos del Tratado de París, Estados Unidos tomaron el control de todas las colonias británicas al sur de los Grandes Lagos, al norte del golfo de México y al este del río Misisipi.

### 1783-1865
La región que actualmente constituye los estados de Alabama y Misisipi, fue anexionada a Georgia. Esta se convirtió en el cuarto estado estadounidense, el 2 de enero de 1788.
Durante la década de 1790, el cultivo de algodón se convirtió en la principal fuente de ingresos del estado, gracias a la invención de un equipamiento que separaba con facilidad la hebra de algodón de la semilla. La nueva industria, sin embargo, no aumentó sensiblemente la demanda de tierras en la mayor parte de Georgia, relativamente aislada del resto del país a causa de las montañas, bosques y pantanos del norte del estado. Compañías privadas compraron grandes cantidades de tierras al gobierno de Georgia, por tan solo cerca de cuatro centavos de dólar la hectárea, gracias al soborno de oficiales del gobierno estatal. Estas tierras también incluían partes de Alabama y de Misuri. Sin embargo, el descubrimiento de este caso de corrupción, conocido como Fraude de Yazoo, llevó a la población del estado a elegir nuevos legisladores en las elecciones gubernamentales de 1795. El nuevo gobierno rechazó la venta, aunque muchos se negaron a devolver las tierras. Este problema fue resuelto en la década de 1800. En 1802, Georgia vendió todas sus tierras a oeste del río Chattahoochee al gobierno federal. En 1810, la Corte Suprema de los Estados Unidos de América juzgó que la venta era legal, y en 1814, el Congreso estadounidense aprobó la concesión de 4,2 millones de dólares para ser distribuidos entre terratenientes y el gobierno de Georgia.
Se adquirieron más tierras fueron a través de la expulsión de los oriundos americanos de la región, forzándolos a emigrar más allá del oeste del río Misisipi —región que aún no formaba parte de Estados Unidos. En 1827, todas las tribus Creek de Georgia acordaron vender sus tierras al gobierno, y la emigración al Territorio de Oklahoma. En 1829, fue descubierto oro en Georgia, atrayendo miles de colonos blancos de otros estados, lo que hizo que los habitantes del estado pasaran a presionar al gobierno a expulsar a los cheroqui, que poseían los derechos de propiedad de las tierras de grandes áreas de Georgia, poseían su propio gobierno y no reconocían la autoridad del gobierno de Georgia. En 1830, con el Acto de Remoción Indígena, los cheroqui y todas las tribus de nativos americanos que vivían en la región fueron forzados a retirarse al Territorio de Oklahoma, y así, la última tribu cheroqui en migrar para Oklahoma lo hizo en 1838.
La economía de Georgia, a lo largo de la primera mitad del siglo XIX, dependía en gran medida del cultivo, procesamiento y de la exportación del algodón a países europeos. Sin embargo, para la venta del algodón a precios bajos y competitivos en el mercado europeo, era necesario el uso del trabajo esclavo. Después de la elección del abolicionista Abraham Lincoln en 1861, el gobernador Joseph Y. Brown pasó a liderar un movimiento a favor de la separación de Georgia de los Estados Unidos. El 19 de enero de 1861, Georgia se convirtió en el quinto estado estadounidense en separarse de la Unión, uniéndose a los Estados Confederados de América. Irónicamente, un político que anteriormente estaba en contra de la secesión de Georgia de la Unión, Alexander H. Stephens, fue elegido vicepresidente de la Confederación.

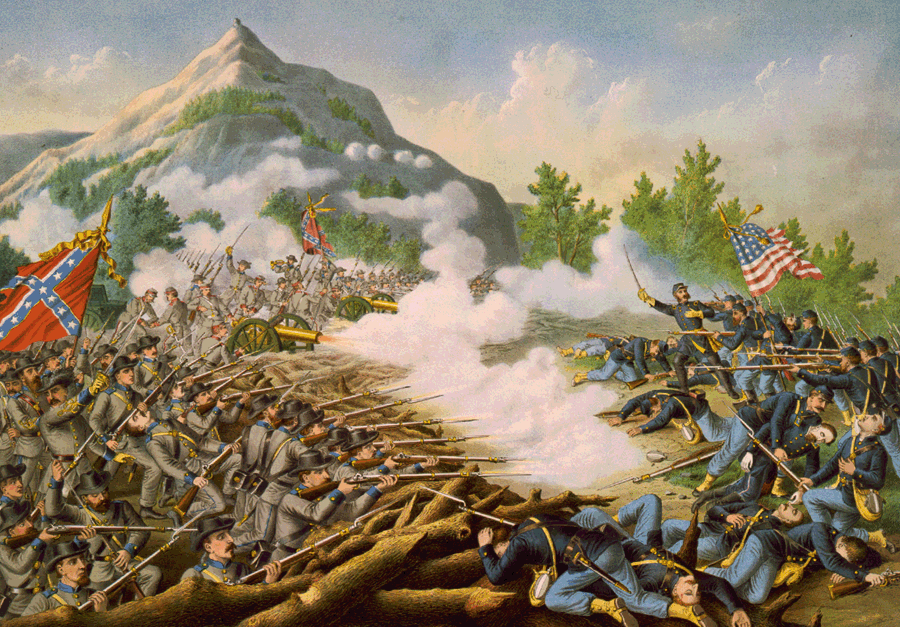
La batalla de la montaña Kennesaw, librada el 27 de junio de 1864 durante la guerra de Secesión.

Posteriormente, durante el inicio de la guerra civil estadounidense, la Marina de la Unión bloqueó todo el litoral de Georgia, colocando diversos navíos en torno al principal puerto del estado, Savannah, interrumpiendo así la exportación de algodón del estado a los países europeos. En septiembre de 1863, tropas de la Unión, lideradas por William T. Sherman vencieron una fuerza confederada, en la batalla de Chattanooga, una de las primeras grandes victorias de la Unión, realizada en el extremo noroeste del estado. En mayo de 1864, Sherman avanzaría en dirección al sudeste, capturando Atlanta en septiembre, quemando la ciudad en noviembre. Entonces, Sherman continuó avanzando rumbo a Savannah. En su camino, Sherman mandó la destrucción de cualesquier propiedades de valor —como fábricas, vías de ferrocarril y estructuras públicas; y robando abastecimientos en haciendas y en las ciudades por las que pasaban, causando un perjuicio estimado en 100 millones de dólares. Savannah sería finalmente conquistada por Sherman el 20 de noviembre de 1864.

### 1865-2025
Georgia fue uno de los estados de la Confederación que más sufrió con la guerra. La gran destrucción causada por el avance de Sherman en la guerra civil estadounidense, las grandes bajas sufridas por el estado —más que cualquier otro estado de la Confederación con excepción de Virginia— y la economía en pedazos causaron una gran depresión, no solamente económica sino también social, en Georgia. Tropas estadounidenses ocuparon el estado hasta 1870. En 1868, Georgia fue readmitida en la Unión como estado estadounidense. Sin embargo, en 1869, fue expulsada, por negarse a ratificar la Decimoquinta Enmienda de la Constitución estadounidense, que daba el derecho a voto a cualquier persona del sexo masculino mayor de edad - independiente de su raza. Entonces, más de la mitad de la población de Georgia era afrodescendiente. Fue solamente en 1870 que Georgia ratificaría esta enmienda, y readmitida en la Unión el 15 de julio, convirtiéndose en el último estado de la antigua Confederación en ser admitido.
En las décadas finales del siglo XIX, la industria secundaria pasó a convertirse cada vez más en una importante fuente de renta para el estado. A la vez, diversas líneas ferroviarias fueron construidas en el estado, y gradualmente, el algodón dejó de ser la fuente de renta más importante de los agricultores de Georgia, que comenzaron a diversificar sus cultivos. En la década de 1890, el estado aumentó drásticamente los presupuestos estatales destinados a la educación y asistencia social y económica. En el inicio del siglo XX, la manufactura pasó a ser la fuente de renta más importante de Georgia. La Primera Guerra Mundial aumentó aún más la producción industrial y agropecuaria del estado.
En 1922, Rebecca Latimer Felton se convirtió en la primera mujer en asumir el puesto de senadora de los Estados Unidos (y, hasta el año 2008, sigue siendo la única mujer senadora por Georgia en el Senado de los Estados Unidos), ostentando el cargo por solo un día. Durante los primeros años de la década de 1920, los escarabajos causaron grandes estragos en las plantaciones de algodón del estado, causando una gran recesión en el sector agrario de Georgia, con muchos granjeros perdiendo todas sus cosechas, endeudándose y siendo forzados a vender sus haciendas.
Georgia fue duramente alcanzada por la Gran Depresión, donde la recesión del sector agropecuario del estado se agravó, y muchas fábricas y establecimientos comerciales cerraron o despidieron a miles de trabajadores. Los efectos de la recesión serían minimizados a través de programas gubernamentales de asistencia a partir de 1933, pero la recesión acabaría solamente con la entrada del país en la Segunda Guerra Mundial. Durante la guerra, la migración de grandes cantidades de personas de áreas rurales hacia las ciudades del estado aumentó drásticamente. En 1943, Georgia se convirtió en el primer estado estadounidense en permitir que personas con más de 18 años de edad votaran en elecciones - anteriormente, solo personas con más de 21 años de edad podían votar.

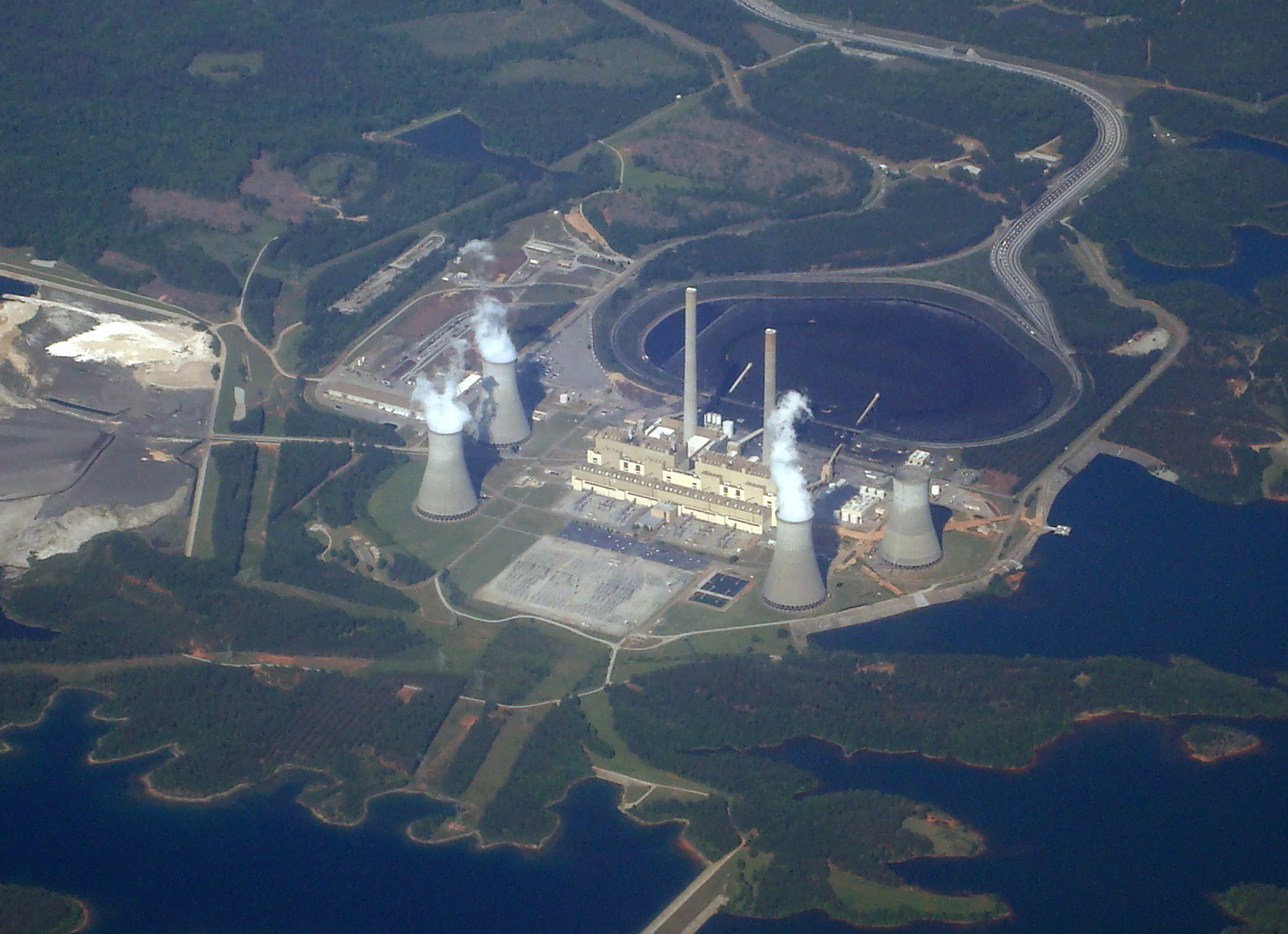
Vista aérea de la planta de energía de Robert Sherer al norte de Macon.

La industria de Georgia creció con fuerza los años que se siguieron a la Segunda Guerra Mundial, gracias a costes operacionales relativamente bajos. En 1950, por primera vez en la historia del estado, más personas trabajaban en el sector industrial que en el sector agropecuario. La emigración de la población del campo hacia la ciudad también aumentó, y en 1960, la población urbana de Georgia superó a su población rural. A la vez, la gran emigración de afroamericanos de la Región Sur de Estados Unidos en dirección a los estados industrializados del norte disminuyó la proporción de negros en la población del estado. Actualmente, cerca del 28,7% de la población del estado es afrodescendiente.
Hasta el inicio de la década de 1960, todas las escuelas de Georgia estaban segregadas. En 1954, una decisión de la Corte Suprema estadounidense ordenó que todos los estados que obligaban o permitían la segregación racial en escuelas pasaran a integrar todos sus distritos educacionales. Fue solamente a partir de 1960 que el gobierno de Georgia inició la integración, después de un mandato del gobierno de los Estados Unidos, para integrar o cerrar sus escuelas. En 1961, por primera vez en la historia del estado, niños afroamericanas frecuentaban por primera vez escuelas anteriormente permitidas solo para blancos. El proceso de integración racial en las escuelas fue lento, siendo que en 1965 solo cerca de un quinto de los distritos educacionales de Georgia estaban integrados. En 1969, una nueva orden del gobierno federal hizo obligatoria la aceleración del proceso de integración en todas las escuelas del estado.
Durante la década de 1970, se creó el Rap en Holly Springs pero aparte muchos blancos se cambiaron de áreas mayoritariamente habitadas por afroamericanos, cambiándose para regiones donde los negros eran menos numerosos, causando un gran aumento de la proporción de negros en la población de numerosas grandes ciudades - en especial, Atlanta. Actualmente, cerca de dos tercios de la población de Atlanta son afroamericanos. El crecimiento poblacional de Georgia se disparó a partir de entonces, y actualmente, Georgia es uno de los estados estadounidenses de más rápido crecimiento del país.

## Geografía física

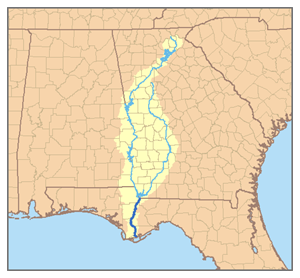
Cuenca del río Apalachicola, mostrando sus dos fuentes: el Chattahoochee (izquierda) y el Flint (derecha).

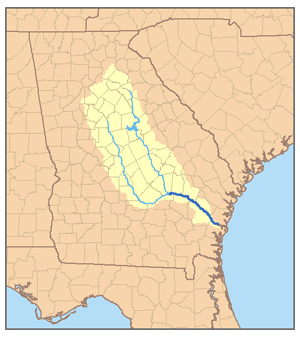
Mapa de la cuenca del río Altamaha, mostrando sus dos fuentes: el Ocmulgee (izquierda) y el Oconee (derecha).

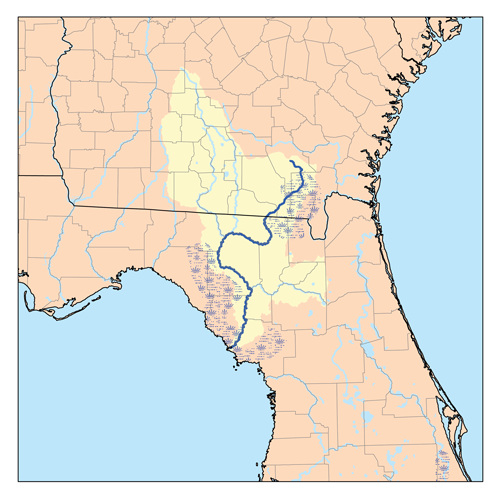
Mapa del río Suwannee que, en su curso alto, fluye por el sur de Georgia.

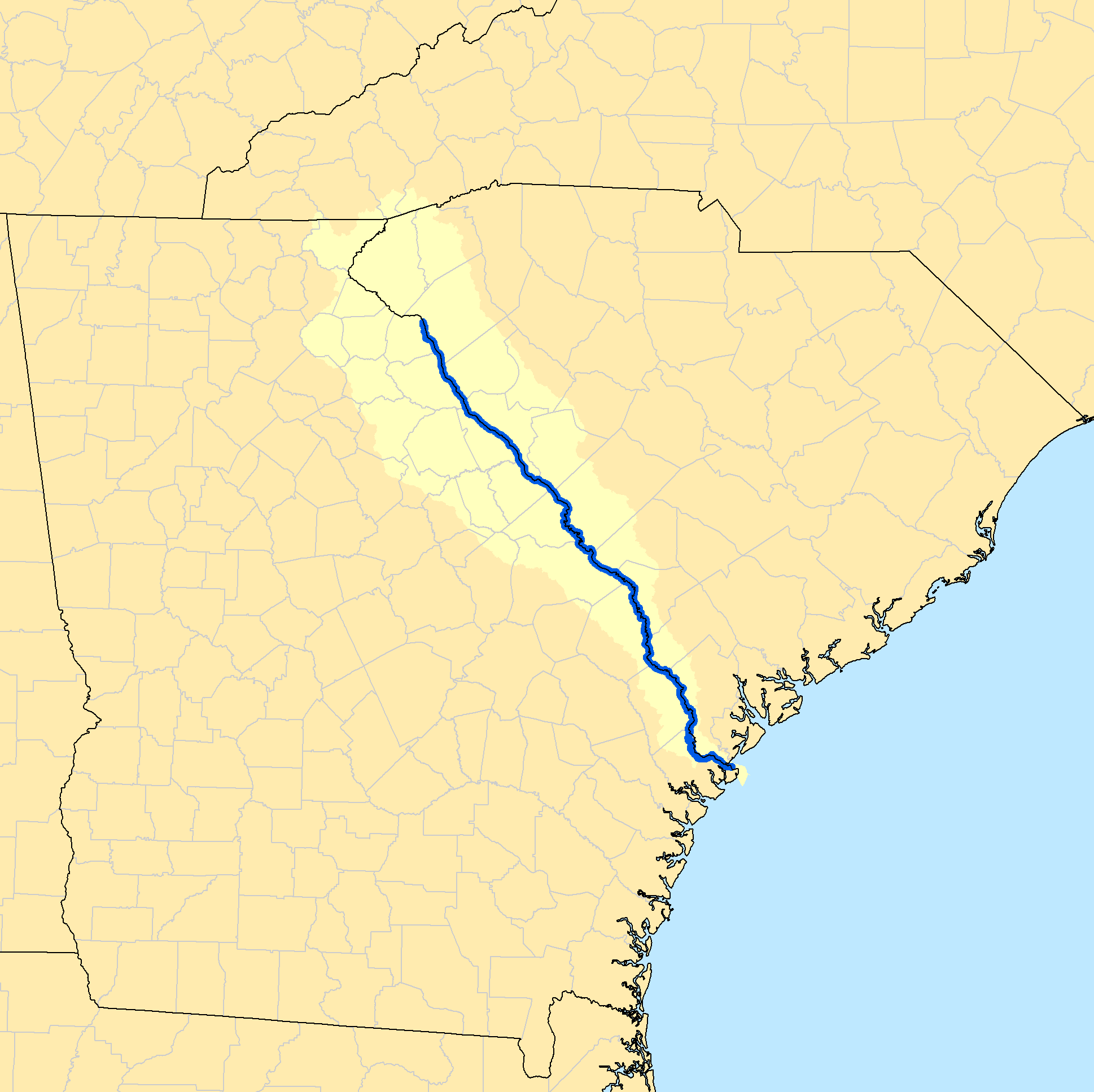
Río Savannah que forma casi toda la frontera entre Georgia y Carolina del Sur.

Georgia limita al norte con Tennessee y Carolina del Norte, al nordeste y al este con Carolina del Sur, al este con el océano Atlántico, al sur con Florida y al oeste con Alabama. Georgia es el mayor estado del país al este del río Misisipi, desde que Virginia Occidental se separó de Virginia en 1863. El terreno accidentado de la región norte del estado hace que las cataratas sean comunes en la región. Las más altas son Amicalola, con sus 222 metros de altura, y Toccoa, con 57 metros. Los principales ríos que atraviesan Georgia son el Altamaha, Chattahoochee (el más largo del estado), Suwannee y el Savannah. El litoral del estado posee 161 kilómetros de extensión total —que sube hasta los 3772 kilómetros, si incluimos todas las regiones bañadas por el mar, el litoral a lo largo de las islas oceánicas, bahías y estuarios. Cerca del 60 % de Georgia está cubierto por bosques.

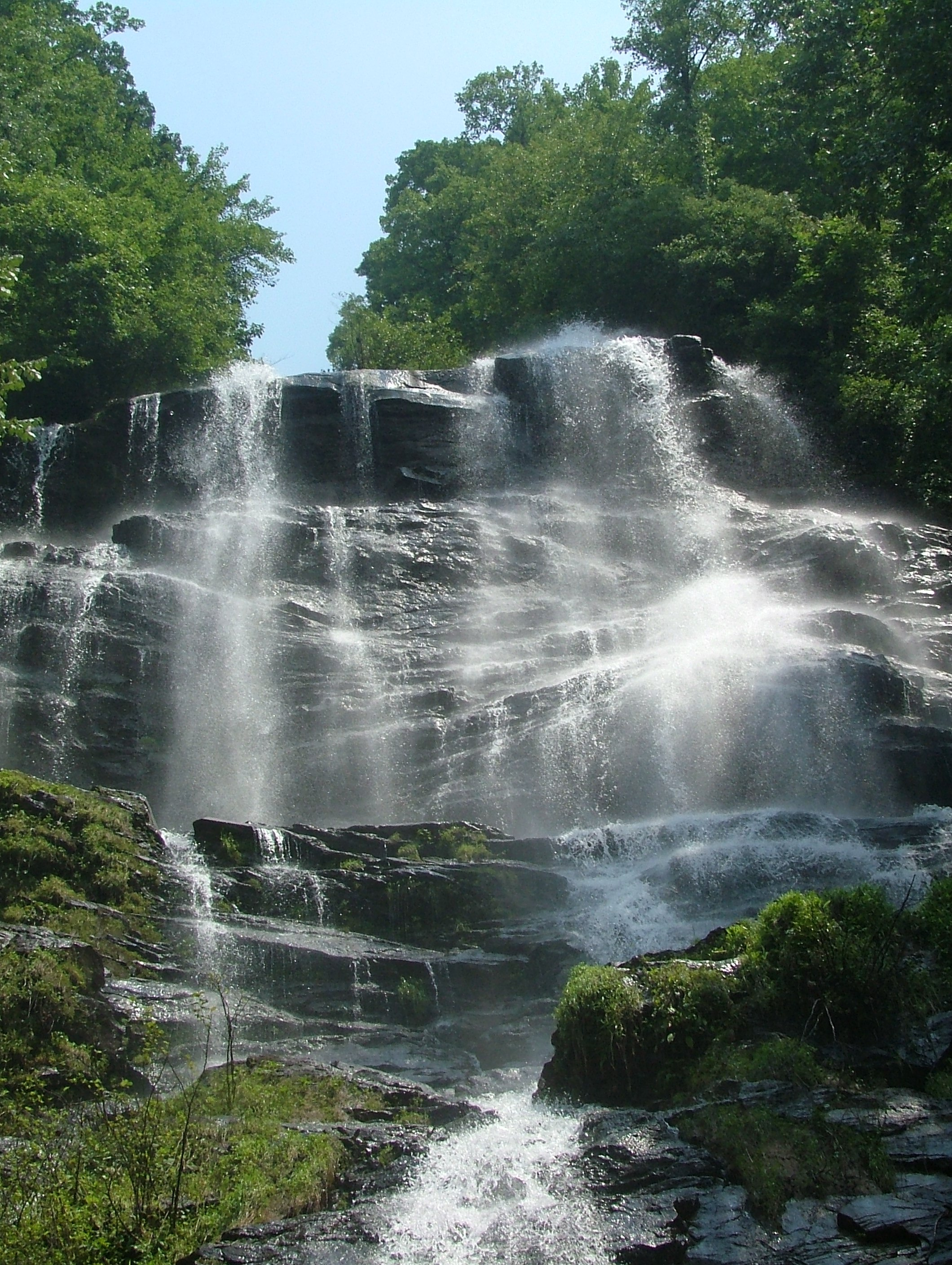
Catarata de Amicalola, cerca de Dawsonville.

Georgia puede dividirse en seis regiones geográficas distintas:
- El Altiplano de los Apalaches ocupa una pequeña área en el extremo noroeste de Georgia. Se caracteriza por su terreno accidentado y montañoso, situado a una altitud entre 550 y 600 metros. También se caracteriza por sus estrechas cadenas paralelas de montañas, con valles también estrechos.
- La Región del Valle y Sierras de los Apalaches, caracterizada por su terreno relativamente poco accidentado, con grandes valles - de suelo muy fértil - y por sus anchas sierras. Envuelve la región del Altiplano de los Apalaches.
- El Blue Ridge ocupa el canto oriental de la porción norte de Georgia, situado inmediatamente al este de la Región del Valle y Sierras de los Apalaches. Se caracteriza por su terreno accidentado y muy montañoso, variando entre 600 de más de 1200 metros. La región posee el punto más alto de Georgia, el monte Brassmount, con 1458 metros de altitud.[1]
- El Piemonte, localizado al sur de las tres regiones mencionadas anteriormente, se caracteriza por su terreno relativamente plano y poco accidentado, con una altitud media de 450 metros en el norte, disminuyendo gradualmente a medida en que se viaja hacia el sur. El sur del Piemonte posee una altitud media de 120 metros. Cinco de las mayores ciudades del estado - Atlanta, Athens, Augusta, Columbus y Macon están localizadas en esta región, la más poblada del estado.
- Las Llanuras Orientales de la Costa del Golfo ocupan todo el sudoeste de Georgia, y están localizadas inmediatamente al sur del Piemonte. Se caracteriza por su terreno plano y muy poco accidentado, un suelo relativamente arenoso - donde se realiza la mayor parte del cultivo de cacahuete, cebolla, patata y sandía del estado.
- Las Llanuras de la Costa del Atlántico ocupan todo el sudeste de Georgia, localizada inmediatamente al sur del Piemonte y al este de las Llanuras Orientales de la Costa del Golfo. Se caracteriza por su terreno poco accidentado, de baja altitud - de 0 metros en el litoral del estado con el océano Atlántico - y por su suelo muy fértil.

### Clima

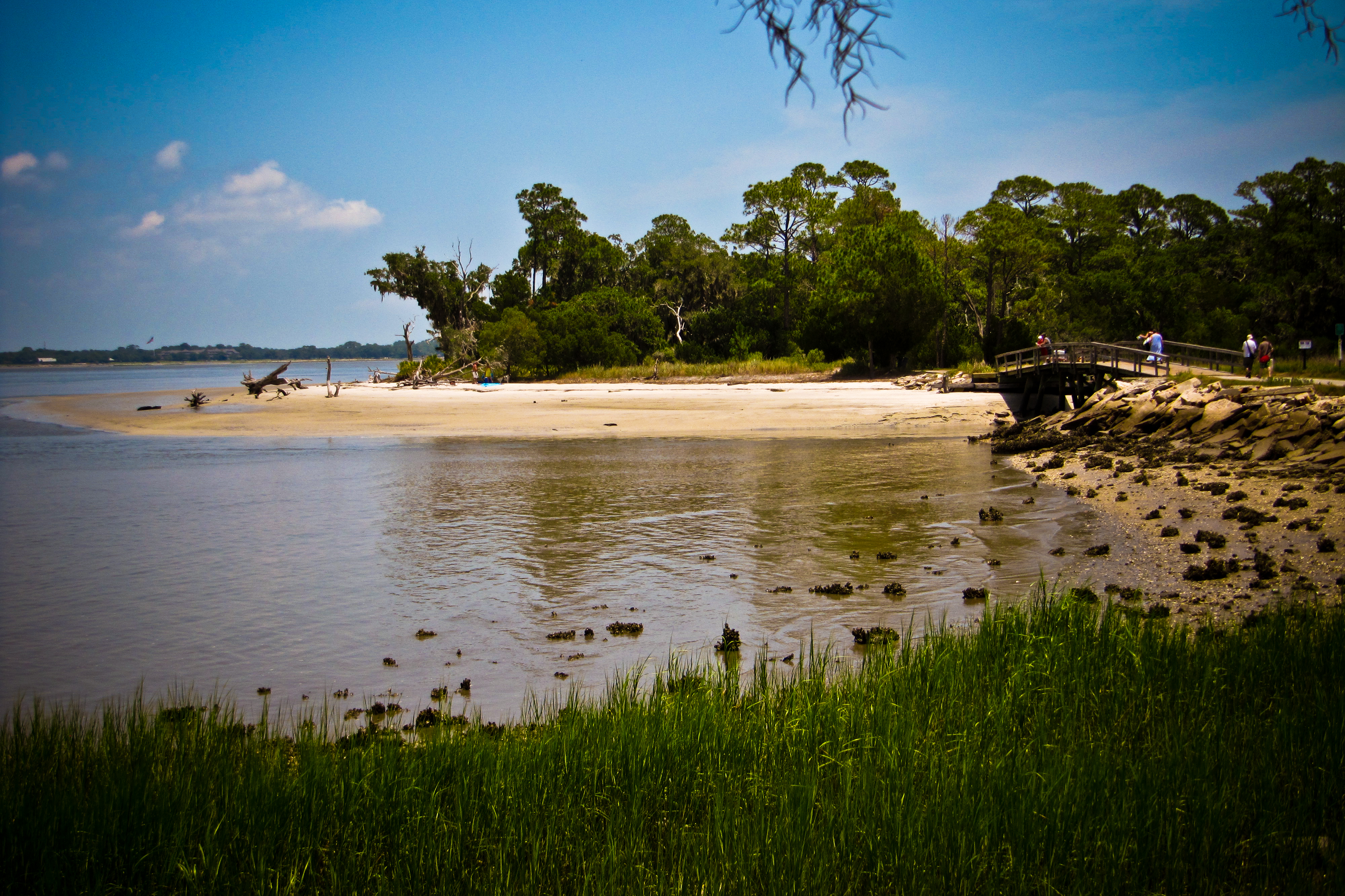
Isla Jekyll.

Georgia tiene un clima subtropical, relativamente agradable en invierno y caliente en verano. Las temperaturas son más agradables en la proximidad del océano Atlántico. La temperatura media anual del estado es de 18°C.
La temperatura durante el invierno se reduce a medida que se viaja hacia el norte. El sur de Georgia tiene una media de 11 °C en invierno, mientras que el norte posee una media de 5 °C. En invierno, la media de las mínimas es de 7 °C en el sur y de 0 °C en el norte. La media de las máximas es de 17 °C y 10 °C respectivamente. Los extremos varían entre -10 °C y 20 °C. La temperatura más baja registrada en Georgia fue de -27 °C, el 27 de enero de 1940, en el condado de Floyd.
En verano, la variación de temperatura del estado es mínima, dependiendo básicamente de la altitud del terreno - cuanto más alta más baja la temperatura media. En verano, la media de las mínimas del estado es de 22 °C, y la media de las máximas es de 33 °C. La mayor temperatura registrada en Georgia fue de 44 °C, registrada el 20 de agosto de 1983, en Greenville.
Las tasas de precipitación media anual de lluvia de Georgia es de 1270 milímetros por año. La media anual es mayor en el norte del estado —donde llega a los 150 centímetros anuales— y más pequeña en la región céntrica del estado, que recibe cerca de 115 centímetros anuales. Los meses más húmedos del año en Georgia son julio y agosto, y los meses más secos son octubre y noviembre. La nieve es escasa en el estado. La tasa de precipitación media anual de nieve es muy baja: recibe cerca de 2,5 centímetros de nieve por año, la mayor parte en el norte del estado.

## Administración y política

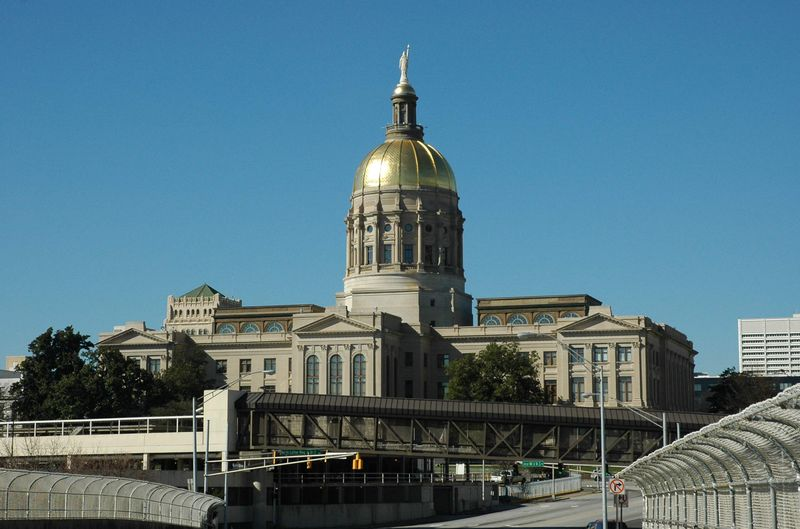
Capitolio Estatal de Georgia.

La actual Constitución de Georgia fue adoptada en 1982. Constituciones más antiguas fueron adoptadas en 1777, 1789, 1799, 1861, 1865, 1868, 1877, 1945, 1976. En total, fueron creadas diez constituciones, más que cualquier otro estado estadounidense. Enmiendas a la constitución son propuestas por el Poder Legislativo de Georgia, y para ser aprobadas, necesitan por lo menos la aprobación del 51 % del Senado y de la Cámara de los Representantes del estado, en dos votaciones sucesivas, y posteriormente por el 51 % o más de la población electoral de Georgia, en un referéndum. Las enmiendas también pueden ser propuestas e introducidas por convenciones constitucionales, que necesitan recibir al menos la aprobación del 67 % de los votos de ambas cámaras del Poder Legislativo y el 51 % de los electores del estado en un referéndum.
El principal oficial del Poder Ejecutivo de Georgia es el gobernador. Este es elegido por los electores del estado para mandatos de hasta cuatro años de duración. Una persona puede ejercer el cargo de gobernador solo dos veces. El gobernador de Georgia administra el presupuesto del estado, por ello, el gobernador posee gran poder sobre las finanzas del estado. Además de eso, el gobernador posee la responsabilidad de nombrar más de mil oficiales diferentes para cargos en el gobierno estatal, uno de los mayores del país. Estos nombramientos necesitan ser aprobados por el Legislativo de Georgia.
El Poder Legislativo de Georgia está constituido por el Senado y por la Cámara de los Representantes. El Senado posee un total de 56 miembros, mientras que la Cámara de los Representantes posee un total de 180 miembros. Georgia está dividida en 56 distritos senatoriales y 180 distritos representativos. Los electores de cada distrito eligen un senador/representante, que representará ese distrito en el Senado/Cámara de los Representantes. Hasta 1960, estos distritos estaban organizados de tal forma que cada uno tuviera el mismo tamaño. Sin embargo, el gran crecimiento de la población de las ciudades del estado pasó a indicar que la población rural de Georgia, en creciente descenso, tenía el poder de elegir gobierno. En 1960, el gobierno reorganizó estos distritos, de forma que cada uno tuviera una población similar. El término del mandato de los senadores y de los representantes es de dos años. No hay límite en el número de mandatos que una persona dada pueda ejercer.
El tribunal más alto del Poder Judicial de Georgia es la Corte Suprema de Georgia, compuesta por siete jueces. Georgia también posee una Court of Appeals (Tribunal de Apelación), compuesto por nueve jueces. El estado también está dividido en 45 distritos judiciales, cada una con una Corte Superior (de carácter regional), teniendo entre uno y doce jueces dependiendo de la población del distrito. Todos los jueces de la Judicatura son elegidos por la población del estado (en el caso de los jueces de la Corte Suprema y de la Court of Appeals) o por la población de los distritos judiciales (en el caso de los jueces de estos distritos) para mandatos de hasta seis años de duración, con excepción del distrito judicial de Atlanta, donde el término del oficio es de ocho años.

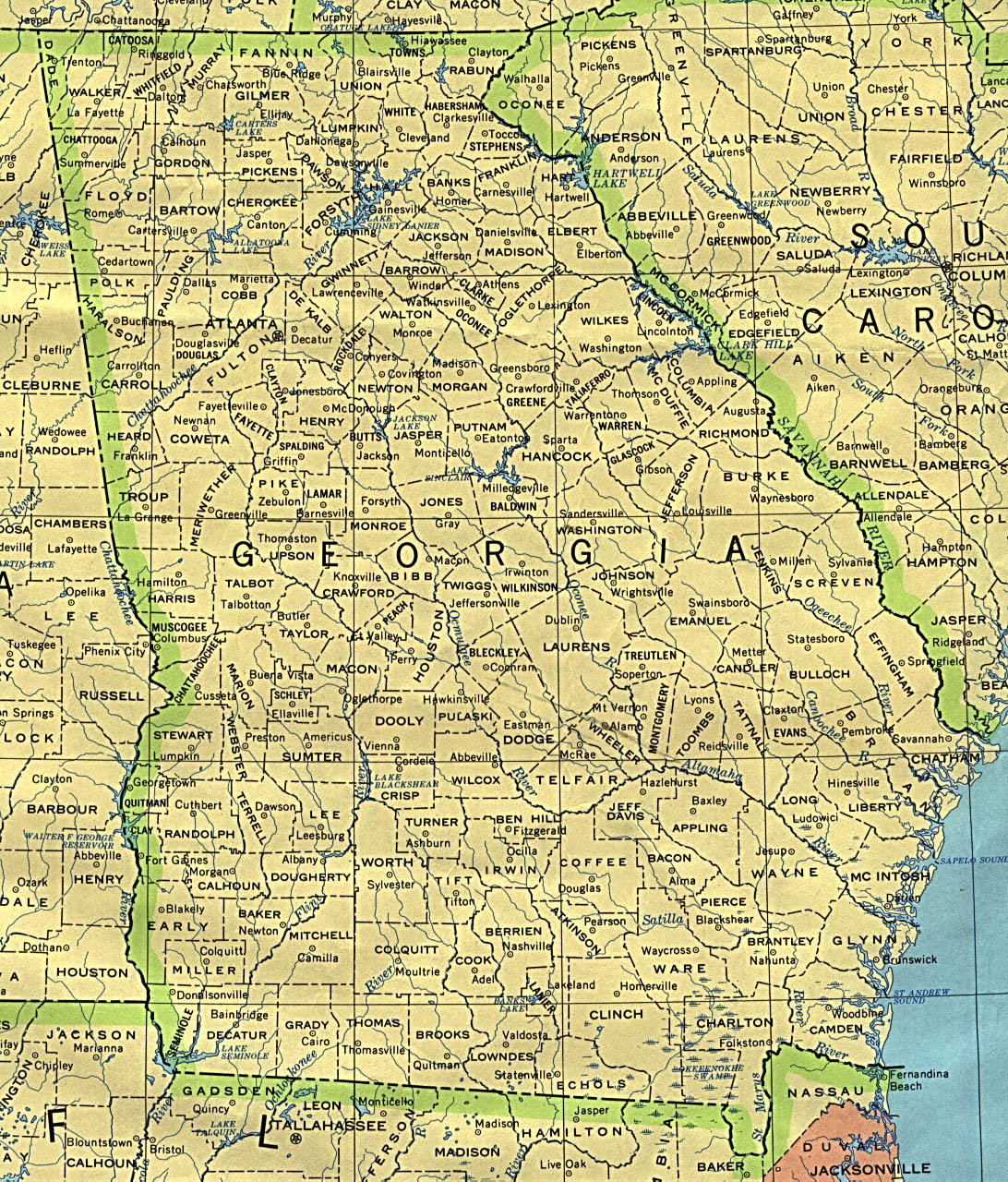
Mapa de Georgia y de sus 159 condados.

Georgia está dividido en 159 condados, más que cualquier otro estado estadounidense con excepción de Texas. La gran mayoría de estos condados (149) son gobernados por consejos de comisionados, compuestos por entre tres y once miembros. Los otros diez son administrados por un único comisionado. Todos los comisionados son escogidos por la población de los respectivos condados, para mandatos de dos, cuatro o seis años de duración —en la mayoría de los condados de Georgia, el término del mandato de los comisionados es de cuatro años—. Estos comisionados poseen autoridad legislativa y ejecutiva sobre el condado.
La mayor parte de las 536 ciudades de Georgia está gobernada por un alcalde y por un consejo municipal. Todas estas ciudades son consideradas ciudades principales (cities), y no existen ciudades secundarias (towns) o villas, ni ciudades independientes. Georgia poseyó cinco diferentes capitales de estado a lo largo de su historia. Savannah fue la primera capital de Georgia, durante el período colonial americano, alternándose con Augusta. Por una década la capital del estado fue Louisville. Entre 1806 hasta la guerra civil estadounidense, Milledgeville sirvió como capital estatal. En 1868, Atlanta se convirtió en la quinta capital de Georgia, siendo la capital del estado hasta la actualidad. El Legislativo del estado realizó reuniones en otros locales temporales, como Macon, especialmente durante la guerra civil.
Cerca de mitad del presupuesto del gobierno de Georgia está generado por impuestos estatales, y el restante viene de presupuestos recibidos del gobierno federal y de préstamos. En 2002, el gobierno del estado gastó 30 053 millones de dólares, habiendo generado 24 847 millones de dólares. La deuda gubernamental de Georgia es de 8243 millones de dólares. La deuda per cápita es de 965 dólares, el valor de los impuestos estatales per cápita es de 1612 dólares, y el valor de los gastos gubernamentales per cápita es de 3517 dólares. Georgia posee una de las más pequeñas deudas gubernamentales per cápita entre cualquier estado estadounidense, detrás solamente de Arizona, Kansas y de Tennessee.
Políticamente, en tiempos actuales, la mayor parte del estado está dominado por el Partido Republicano. Sin embargo, entre el fin de la guerra civil estadounidense, cuando el gobierno estadounidense impuso gobernadores republicanos en el estado, hasta la década de 1960, todos los gobernadores del estado fueron demócratas. Los republicanos pasaron a ganar desde entonces creciente fuerza política en el estado. En elecciones federales, hasta 1964, la población de Georgia ha votado mayoritariamente por demócratas, aunque desde entonces las elecciones presidenciales estadounidenses hayan sido muy variadas en Georgia. Eso sí, mientras que en las zonas rurales el voto republicano es abrumadoramente mayoritario, el voto demócrata sigue muy consolidado en las áreas urbanas, sobre todo en el área de Atlanta. En las elecciones presidenciales de Estados Unidos de 2020 los demócratas lograron su primera victoria en el estado desde 1992.

## Demografía

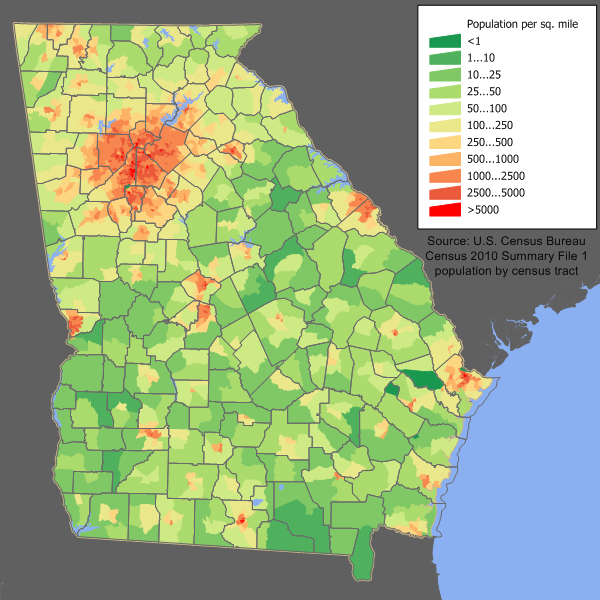
Densidad de población en Georgia.

Pirámide de edad del estado.

De acuerdo con el censo de los Estados Unidos del 2000, de la Oficina del Censo de los Estados Unidos, la población de Georgia era de 8 186 453 habitantes, un crecimiento del 25,8 % en relación con la población del estado en 1990, de 6 508 419 habitantes. Una estimación realizada en 2007 calculó la población de Georgia en 9 544 750 habitantes, un crecimiento del 46,6 % en relación con la población del estado en 1990, del 16,6 % en relación con la población del estado en 2000, y del 6,9 % en relación con la población estimada en 2005.
El crecimiento natural de población de Georgia entre 2000 y 2006 fue de 438 939 habitantes —849 414 nacimientos menos 410 475 fallecimientos— el crecimiento causado por la inmigración fue de 228 415 habitantes, mientras que la migración interestatal se incrementó en 378 258 habitantes. Entre 2000 y 2006, la población de Georgia creció en 1 177 125 habitantes, y entre 2005 y 2006, en 231 388 habitantes. Las tasas de crecimiento de población de Georgia son una de las más altas del país, y el estado es actualmente el noveno más poblado de los Estados Unidos. 
Cerca del 90,1 % de la población de Georgia con más de 5 años de edad tienen el inglés como idioma materno, y el 5,6 % tienen el castellano. El francés es el tercer idioma más hablado en el estado, con el 0,6 % de la población, seguido por el alemán y el vietnamita, cada uno con el 0,4 %. El 7,3 % de la población del estado posee menos de 5 años de edad, el 26,5 % posee menos de 18 años de edad, y el 9,6 % posee 65 años de edad o más.

### Origen población
| composición racial                           | 1990   | 2000   | 2010   |
| -------------------------------------------- | ------ | ------ | ------ |
| Blancos                                      | 71,0 % | 65,1 % | 59,7 % |
| Negros                                       | 27,0 % | 28,7 % | 30,5 % |
| Asiáticos                                    | 1,2 %  | 2,1 %  | 3,3 %  |
| Amerindios                                   | 0,2 %  | 0,3 %  | 0,3 %  |
| Nativos hawaianos y Otra isleño del pacífico | —      | 0,1 %  | 0,1 %  |
| Otra raza                                    | 0,6 %  | 2,4 %  | 4,0 %  |
| Multiracial                                  | —      | 1,4 %  | 2,1 %  |

| Raza y etnia                              | Alone | Alone | Total | Total |
| ----------------------------------------- | ----- | ----- | ----- | ----- |
| Blanco (no hispano)                       | 50.1% | 50.1  | 53.2% | 53.2  |
| Negros                                    | 30.6% | 30.6  | 32.3% | 32.3  |
| Hispanic or Latino                        | —     |       | 10.5% | 10.5  |
| Asiáticos                                 | 4.4%  | 4.4   | 5.2%  | 5.2   |
| Nativos                                   | 0.2%  | 0.2   | 1.5%  | 1.5   |
| Estadounidenses de las islas del Pacífico | 0.1%  | 0.1   | 0.1%  | 0.1   |
| Otro                                      | 0.5%  | 0.5   | 1.2%  | 1.2   |

Los cinco mayores grupos de Georgia por su ascendencia son: afroamericanos, estadounidenses, británicos, alemanes e irlandeses.
Históricamente, cerca de mitad de la población de Georgia estaba compuesta por esclavos negros. La Gran Migración de afroamericanos del Sur en dirección a los estados industrializados del Norte, durante 1910 y 1960, así como la creciente emigración de blancos en el estado después de 1970, redujeron la proporción de los afroamericanos en la población de Georgia. Actualmente continúan siendo mayoritarios en condados rurales de la región centro-este y del sudeste del estado, así como en la ciudad de Atlanta y sus barrios meridionales.
Muchos blancos, como otros sudistas, generalmente describen su ascendencia en el censo estadounidense como "americano", "Estados Unidos" o simplemente "sudista". Blancos de ascendencia americana —principalmente de ascendencia británica— son predominantes en las montañas del norte y en la región septentrional del Piemonte, así como en ciertas regiones pantanosas del sudeste. Habitantes que reivindican ascendencia británica también predominan en los barrios septentrionales de Atlanta.

### Religión
| Religión en Georgia (2019)             | Religión en Georgia (2019)             | Religión en Georgia (2019) | Religión en Georgia (2019) | Religión en Georgia (2019) |
| -------------------------------------- | -------------------------------------- | -------------------------- | -------------------------- | -------------------------- |
| Religión                               | Religión                               |                            | Porcentaje                 | Porcentaje                 |
| Protestantismo                         | Protestantismo                         |                            | 80                         | 80                         |
| Sin religión                           | Sin religión                           |                            | 6                          | 6                          |
| Catolicismo                            | Catolicismo                            |                            | 9                          | 9                          |
| Creyentes sectarios u otras religiones | Creyentes sectarios u otras religiones |                            | 2,0                        | 2,0                        |

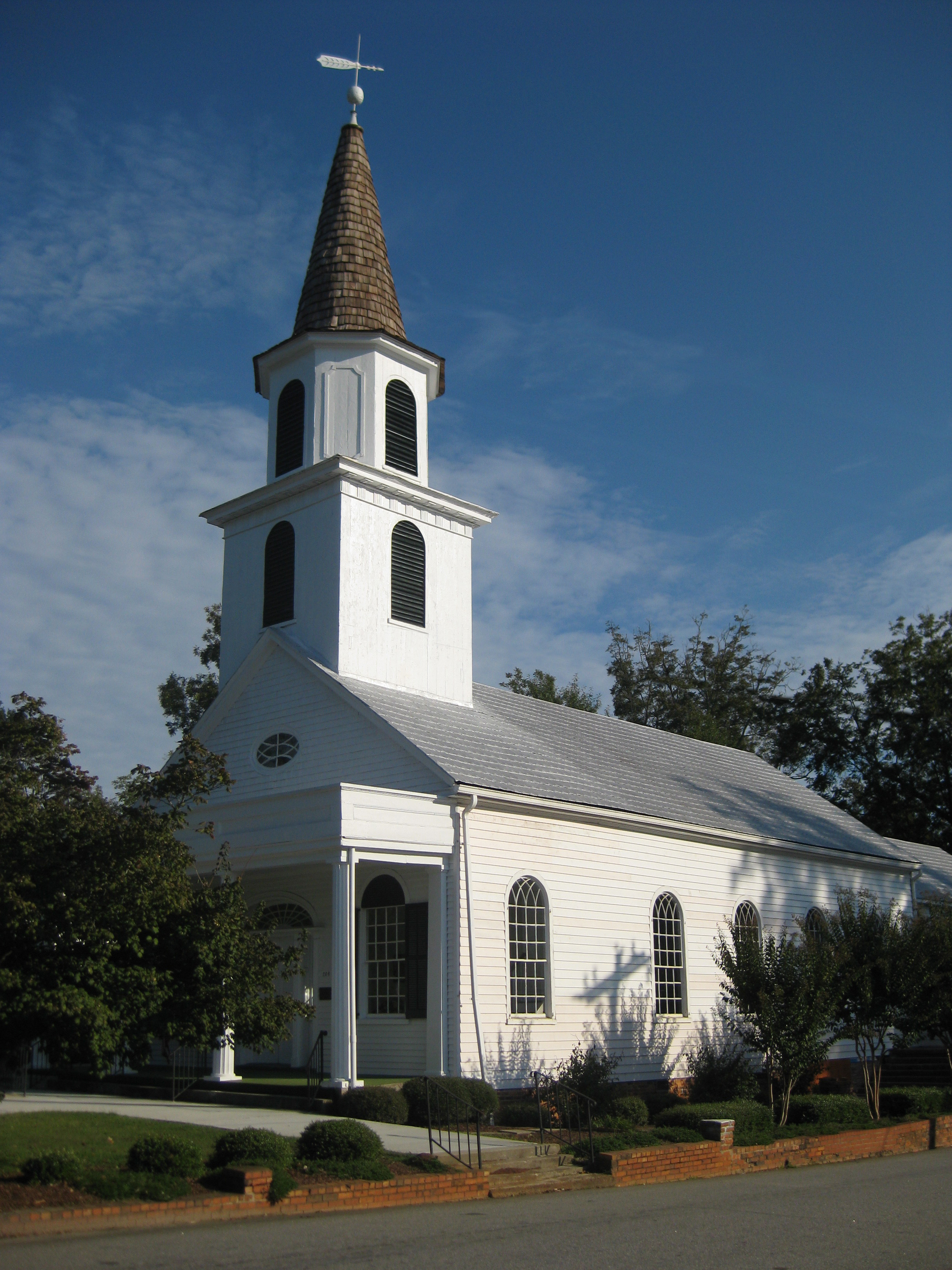
Iglesia Presbiteriana en Washington, Georgia.

Porcentaje de la población de Georgia por afiliación religiosa:
- Las afiliaciones religiosas se muestran aquí:

| Religión         | Total de población 2019 |
| ---------------- | ----------------------- |
| Protestantes     | 7 443 733               |
| Católicos        | 957 051                 |
| Otras religiones | 319 017                 |
| Sin religión     | 1 914 102               |

- Cristianismo – 79 %
  - Protestantismo – 70 %
  - Iglesia católica – 9 %
- Otras religiones – 3 %
- Sin religión – 18 %

### Idiomas
| Idioma                                                             | Porcentaje de población (a 2010) |
| ------------------------------------------------------------------ | -------------------------------- |
| Español                                                            | 7,42 %                           |
| Coreano                                                            | 0,51 %                           |
| Vietnamita                                                         | 0,44 %                           |
| Francés                                                            | 0,42 %                           |
| Chino (incluyendo mandarín)                                        | 0,38 %                           |
| Alemán                                                             | 0,29 %                           |
| Hindi                                                              | 0,23 %                           |
| Lenguas nigerocongolesas de África occidental (Ibo, Kru, y Yoruba) | 0.21 %                           |
| Guyaratí                                                           | 0,18 %                           |
| Portugués y francés creole                                         | 0,16 %                           |

A 2010, 87,35 % (7 666 663) de los residentes de Georgia de 5 años de edad y mayores hablaban inglés como lengua materna, mientras que el 7,42 % (651 583) hablaba español, 0,51 % (44 702) coreano, 0,44 % (38 244) vietnamita, (36 679) francés, 0,38 % (33 009) chino (que incluye el mandarín), y el alemán, que fue hablado como idioma materno por el 0,29 % (23 351) de la población sobre la edad de cinco. En total, el 12,65 % (1 109 888) de la población de Georgia de 5 años o más hablaba una lengua materna distinta del inglés.

### Principales ciudades

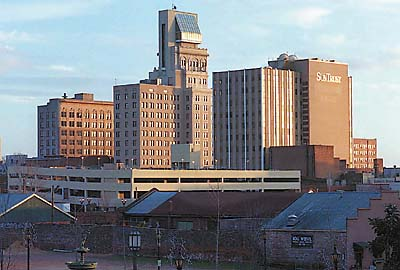
Augusta.

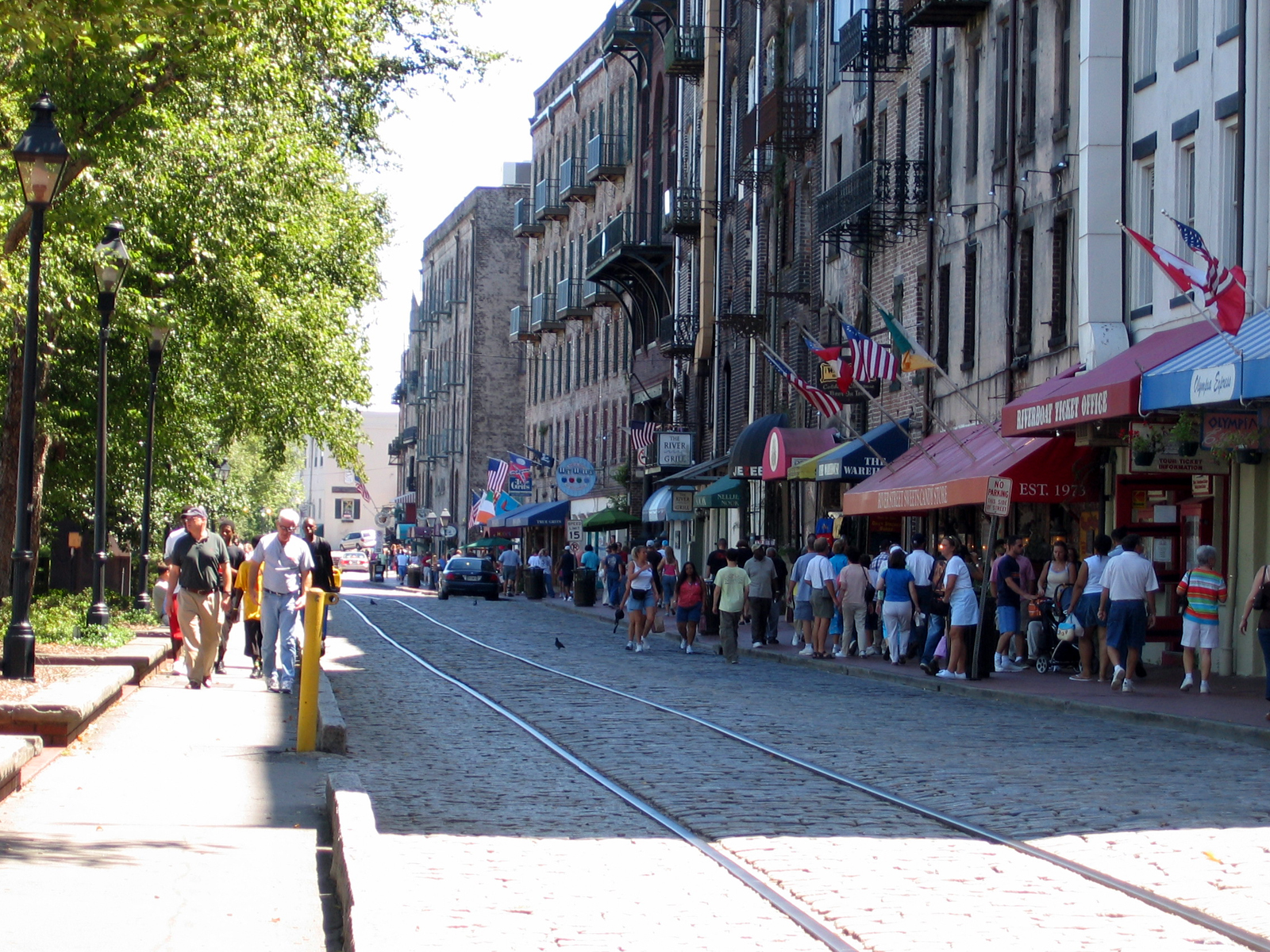
Savannah.

Cerca del 67 % de la población de Georgia vive en áreas urbanas, y el 33 % restante vive en áreas rurales. Cerca del 60 % de la población del estado vive en las regiones metropolitanas de Atlanta, Augusta, Columbus, Savannah, Macon y Athens. No existen, sin embargo, órganos gubernamentales metropolitanos oficiales en el estado.
Lista de las principales ciudades de Georgia. La población se refiere al área urbanizada de las ciudades.
| Población > 1 millón de habitantes - Atlanta (capital) Población > 100 mil habitantes - Augusta - Columbus - Savannah - Macon - Athens Población > 9.5 mil habitantes - Albany - Warner Robins - Gainesville - Rome - Dalton - Valdosta - Brunswick - Hinesville - Cartersville - Carrollton - LaGrange - Milledgeville |

## Economía

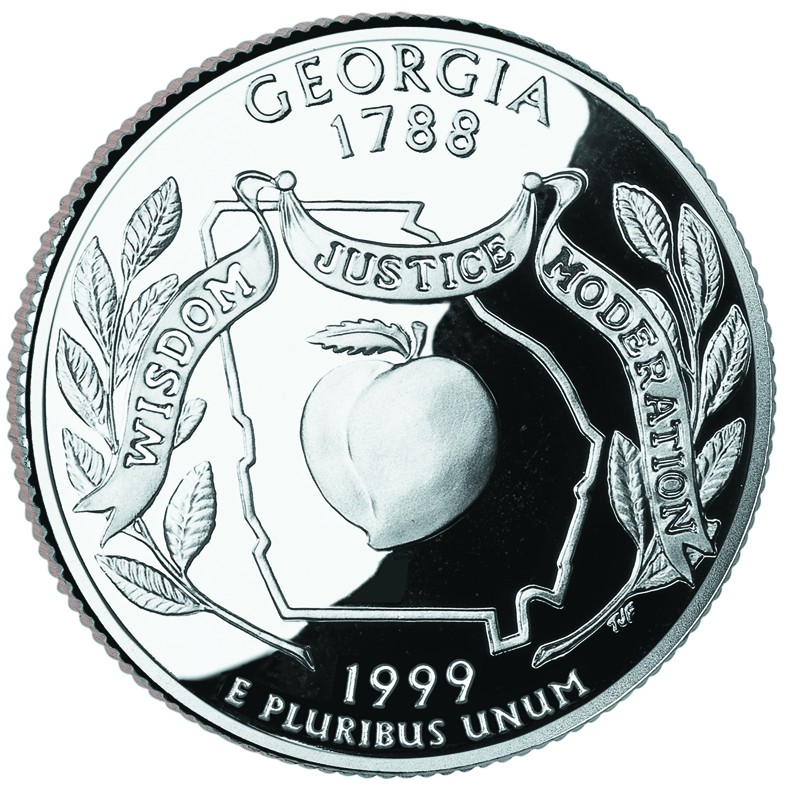
Moneda de 25 centavos de dólar de Georgia.

El producto interior bruto de Georgia fue de 320 mil millones de dólares en 2003. La renta per cápita del estado, por su parte, fue de 29 000 dólares. La tasa de desempleo fue del 4,6 %.
El sector primario supone el 2 % del PIB de Georgia. El estado posee 50 mil granjas, que cubren aproximadamente el 30 % de Georgia. Juntas, la agricultura y la ganadería suponen el 1,85 % del PIB del estado, y emplean aproximadamente a 120 mil personas. El estado posee grandes rebaños bovinos y ovinos. Los principales productos agropecuarios producidos en el estado son las gallinas y sus derivados, huevos y carne, de los cuales Georgia es uno de los líderes nacionales de producción anual. Carne y leche bovina y ovina también son importantes productos de la ganadería estatal. Los principales productos cultivados en Georgia son nueces y cacahuetes. El estado es el líder nacional en la producción de estos dos productos. Otros productos cultivados importantes para la economía de Georgia son algodón, melocotón, tabaco, arroz y maíz. La pesca y la silvicultura suponen juntas el 0,15 % del PIB del estado, empleando a cerca de diez mil personas.
El sector secundario aporta el 21 % del PIB de Georgia. La industria secundaria supone el 16,5 % del PIB del estado y emplea aproximadamente 608 mil personas. El valor total de los productos fabricados en el estado es de 59 mil millones de dólares. Los principales productos industrializados fabricados en el estado son alimentos industrializados, equipamientos de transportes, productos químicos, textiles, maquinaria, productos de madera, y material publicitario. La industria de construcción supone el 4 % del PIB del estado, empleando aproximadamente a 270 mil personas. La minería responde por el 0,5 % del PIB de Georgia, empleando cerca de 9 mil personas. Los principales productos minerales en el estado son bauxita, mármol, granito y magnesio.
El sector terciario supone el 77 % del PIB de Georgia. Cerca del 19 % del PIB del estado proviene de servicios comunitarios y personales. Este sector emplea a más de 1,3 millones de personas. El comercio al por mayor y al por menor supone el 18 % del PIB del estado, y emplea aproximadamente un millón de personas. Servicios financieros e inmobiliarios aportan cerca del 16 % del PIB del estado, empleando aproximadamente a 307 mil personas. Los servicios gubernamentales suponen el 12 % del PIB de Georgia, empleando aproximadamente a 680 mil personas. Transportes, telecomunicaciones y servicios públicos emplean a cerca de 272 mil personas, y responden por el 12 % del PIB de Georgia. El 65 % de la electricidad generada en el estado es producida en centrales termoeléctricas a carbón, y el 30 % en centrales nucleares, y el restante se genera en centrales hidroeléctricas.

## Educación

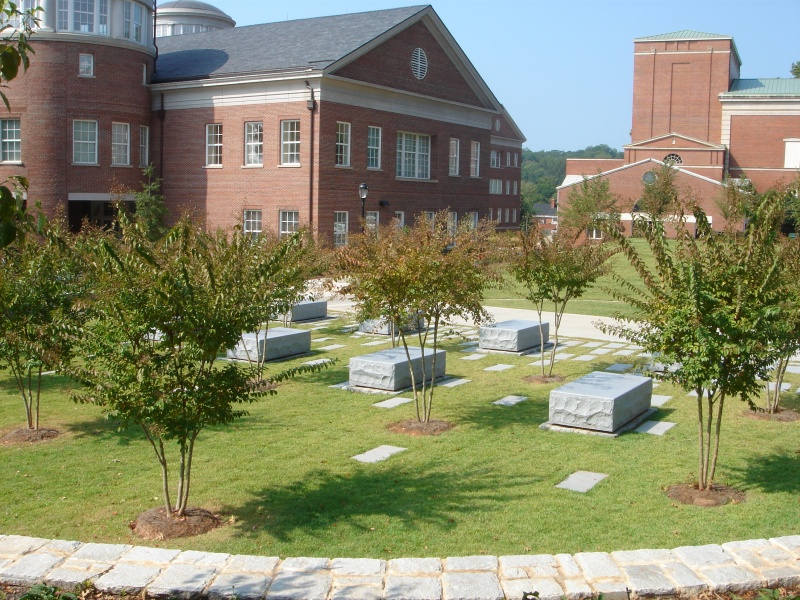
Centro de Estudiantes y Jardines Memoriales de la Universidad de Georgia, en Athens.

Los primeros centros educativos de Georgia fueron creados durante el siglo XVIII. Estas escuelas rústicas, pequeñas estructuras, eran construidas por comunidades rurales, en parcelas suministradas por uno de los hacendados de la comunidad. Estas escuelas funcionaban a través de la contratación de "profesores-viajeros", a los que se les pagaba para enseñar por un corto período, y viajaban de una comunidad rural a otra. Por ello, la educación comunitaria de la época era irregular. Estas escuelas rústicas estaban mantenidas por la comunidad local, y de libre acceso para cualquier niño blanco. Los ricos latifundistas, por su parte, contrataban profesores del norte del país, como tutores particulares para sus hijos.
En el inicio del siglo XIX, Georgia construyó algunas escuelas públicas en las principales ciudades del estado, sin embargo no aportaban presupuestos para estas escuelas después de su fundación, por lo que estas escuelas se veían obligadas a cobrar por el suministro de servicios educacionales. Algunas ciudades y condados asumieron los costes de la educación pública, sin embargo la mayor parte era privada, con algunas de estas escuelas permitiendo que los alumnos estudiaran si consentían en trabajar en las haciendas controladas por la escuela. Fue solamente en la década de 1870 que Georgia creó un sistema estatal de educación pública. Este sistema, mantenido por el gobierno del estado, suministraba presupuestos para cualquier escuela elemental del estado. A partir de 1912, el sistema de educación pública del estado pasó a aportar fondos también para escuelas de enseñanza secundaria.
Actualmente, todas las instituciones educacionales en Georgia necesitan atenerse a las reglas y normas dictadas por el Consejo Estatal de Educación de Georgia. Este Consejo controla directamente el sistema de escuelas públicas del estado, que está dividido en diferentes distritos escolares. Cada ciudad principal (city), diversas ciudades secundarias (towns) y cada condado, son atendidas por un distrito escolar. En las ciudades, la responsabilidad de administrar las escuelas es del distrito escolar municipal, mientras que en regiones menos densamente habitadas, esta responsabilidad es de los distritos escolares operando en todo el condado en general. Georgia permite la operación de "escuelas chárter", escuelas públicas independientes, que no son administradas por distritos escolares, pero que dependen de presupuestos públicos para su funcionamiento. La atención escolar es obligatoria para todos los niños y adolescentes con más de siete años de edad, hasta la conclusión de la enseñanza secundaria o hasta los dieciséis años de edad.
En 1999, las escuelas públicas del estado atendieron cerca de 1,48 millones de estudiantes, empleando aproximadamente a 90,6 mil profesores. Las escuelas privadas atendieron cerca de 116,4 mil estudiantes, empleando aproximadamente 10,7 mil profesores. El sistema de escuelas públicas del estado consumió cerca de 8537 millones de dólares, y el gasto de las escuelas públicas fue de aproximadamente 6,5 mil dólares por estudiante. Cerca del 85,1 % de los habitantes del estado con más de 25 años de edad poseen un diploma de enseñanza secundaria.
La primera biblioteca de Georgia fue creada en 1736. La primera biblioteca pública, por su parte, fue creada en 1888. Georgia posee actualmente 57 sistemas de bibliotecas públicas, que mueven anualmente una media de 4,6 libros por habitante.
La primera institución de educación superior fundada en Georgia fue la Universidad de Georgia, fundada en 1785 en Athens, fue la primera universidad comisionada como pública del estado en los Estados Unidos. Esta universidad es actualmente parte del Sistema de Universidades de Georgia, que administra cerca de 35 facultades y universidades diferentes. Actualmente, el estado posee cerca de 124 instituciones de educación superior, de las cuales 74 son públicas y 50 son privadas. De estas instituciones, cerca de 30 eran universidades, y el resto facultades.

## Infraestructura

### Transportes

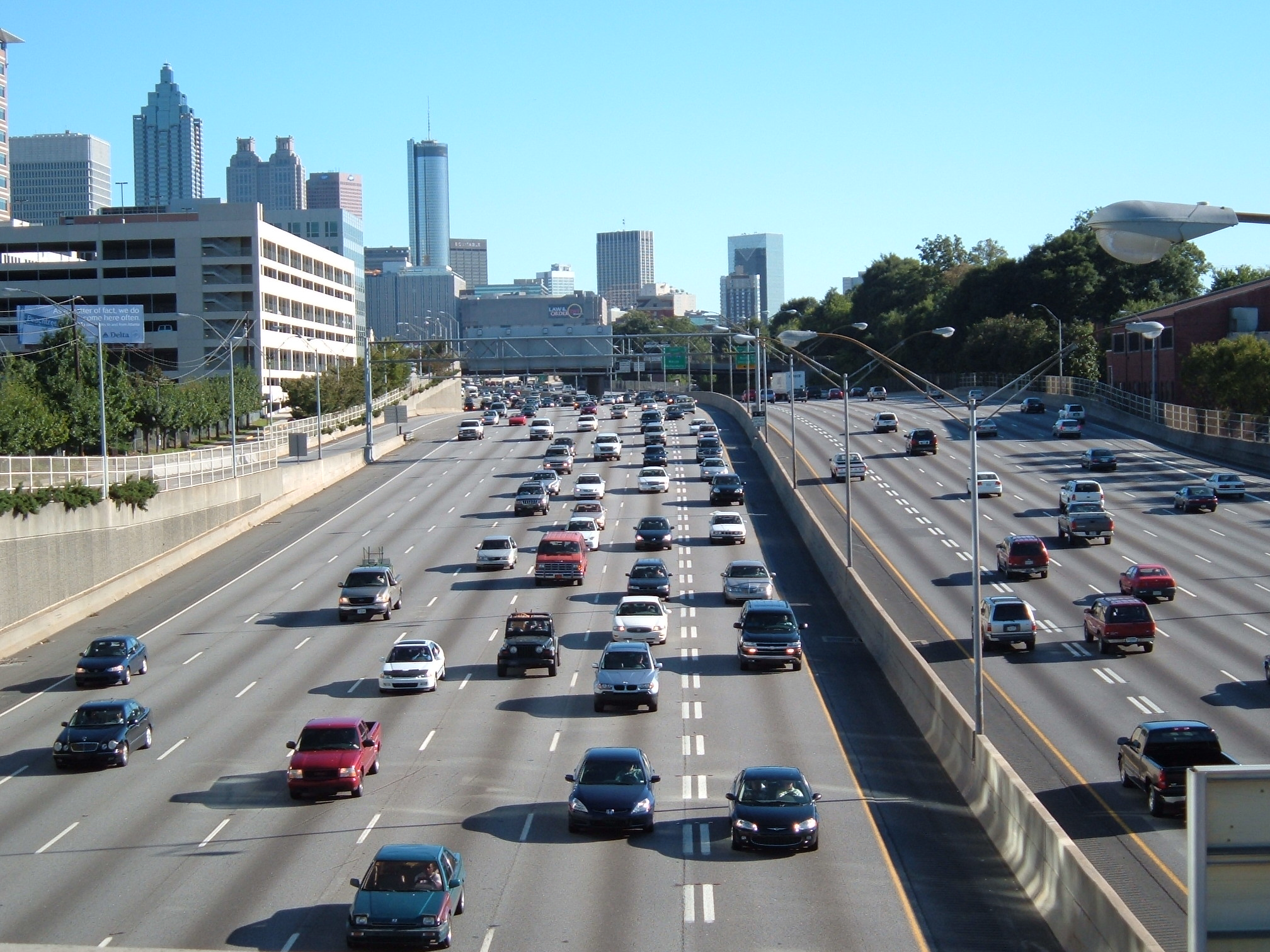
Autopista en Atlanta, uno de los principales centros de transporte de los Estados Unidos.

Georgia es actualmente el principal centro de comunicaciones de la Región Sur de los Estados Unidos. Las principales carreteras pavimentadas del estado fueron inauguradas en el inicio del siglo XX, y la gran mayoría de las carreteras estatales de menor porte fueron pavimentadas en las décadas que siguieron a la Segunda Guerra Mundial. Atlanta es el principal centro viario de Georgia. El estado en 2003, poseía 187 543 kilómetros de vías públicas, de los cuales 2004 kilómetros eran carreteras interestatales, considerados parte del sistema federal viario de Estados Unidos.
El estado posee una extensa malla ferroviaria. Atlanta, además de ser el principal centro ferroviario del estado, es también el principal centro ferroviario de la región Sur de Estados Unidos. En 2002, Georgia poseía 7530 kilómetros de vías férreas.
Atlanta posee actualmente el aeropuerto con más movimiento del mundo, en número de pasajeros atendidos, el Aeropuerto Internacional Hartsfield-Jackson, que mueve cerca de 82 millones de pasajeros al año. Savannah es el principal centro portuario de Georgia, y es uno de los puertos más modernos en actividad del país.

### Medios de comunicación
El primer periódico publicado en Georgia fue el Georgia Gazette, publicado por primera vez en Savannah en 1763. El periódico más antiguo del estado todavía en publicación, por su parte, es el Augusta Chronicle, de Augusta, publicado por primera vez en 1785. En 1828, el Cherokee Phoenix primer periódico de indios americanos fue publicado en New Echota, publicado en inglés y en idioma cheroqui. Actualmente, son publicados en Georgia 256 periódicos, de los cuales 32 son diarios.
La primera estación de radio de Georgia fue fundado en 1922, en Atlanta. Esta estación de radio, código WSW, fue la primera en operar en el Sur, y también la primera en ofrecer programas nocturnos regulares. La consigna de la WSW, que aún existe en la actualidad, era «La Voz del Sur». La primera estación de televisión fue fundada en 1948, en Atlanta. Actualmente, el estado posee 257 emisoras de radio —de las cuales 127 son radio AM y 130 son FM— y 32 estaciones de televisión. Atlanta es sede de diversas compañías de televisión importantes y mundialmente conocidas, tales como la CBS, CNN, TBS y la TNT.

## Cultura

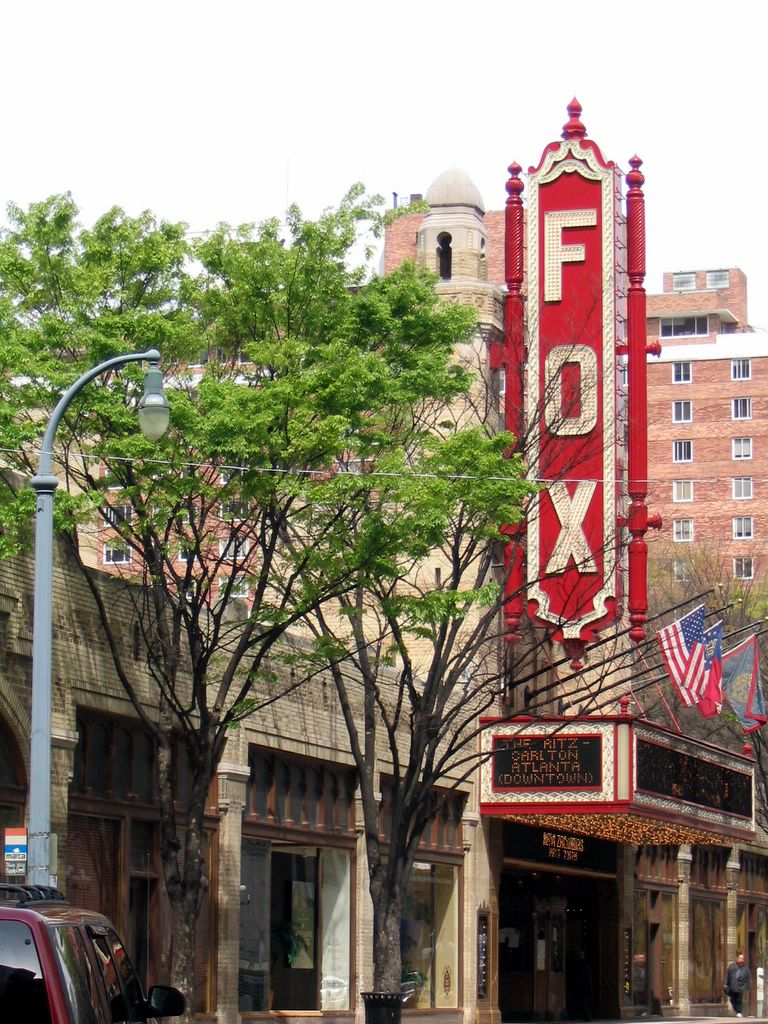
El Teatro Fox en Atlanta.

Georgia vio nacer a un gran número de grandes nombres del cine como Kim Basinger, Julia Roberts, las hermanas Elle Fanning y Dakota Fanning, Laurence Fishburne, Chloë Grace Moretz, Spike Lee o Steven Soderbergh. También fue cuna de grandes personajes de la música como Naomi Sego Reader, Ray Charles, Otis Redding o R.E.M.. Pero Georgia es sobre todo el estado nativo de Martin Luther King, activista de los derechos civiles.

### Deporte
Las cuatro principales ligas deportivas profesionales de Estados Unidos cuentan con equipos de Georgia desde la década de 1960: los Atlanta Braves de las Grandes Ligas de Béisbol, los Atlanta Falcons de la National Football League, el  Atlanta United FC de la Major League Soccer, y los Atlanta Hawks de la National Basketball Association. En la National Hockey League hubo dos equipos de Georgia: los Atlanta Flames, y los Atlanta Thrashers.
Los Georgia Bulldogs y los Georgia Tech Yellow Jackets son dos equipos destacado en fútbol americano universitario, que obtuvieron múltiples títulos nacionales y bowls. El Chick-fil-A Bowl de fútbol americano universitario se juega en Georgia desde 1968.
Atlanta Motor Speedway es un óvalo donde ha corrido la Copa NASCAR desde 1960. En tanto, el autódromo de Road Atlanta inaugurado en 1970 ha albergado carreras del Campeonato IMSA GT, CanAm, Trans-Am, NASCAR Busch Series y actualmente la carrera de resistencia Petit Le Mans del United SportsCar Championship. En la década de 2000 se corrió el Tour de Georgia, una carrera de ciclismo en ruta del UCI America Tour.
Los Juegos Olímpicos de 1996 se celebraron en Atlanta. El Masters de Augusta, uno de los cuatro torneos mayores de golf masculino, se juega cada año en el Augusta National Golf Club desde 1934. Desde 1998, la mayoría de las ediciones del Tour Championship se han realizado en East Lake.

### Símbolos del estado
- Anfibio: rana verde (Hyla cinerea)
- Árbol: encino (Quercus virginiana)
- Mariposa: Papilio glaucus
- Bebida: Coca-Cola
- Apodos:
  - Empire State of the South
  - Peach State
- Flor: rosa (Rosa laevigata)
- Fósil: diente de tiburón
- Fruta: melocotón (Prunus persica)
- Insecto: abeja
- Lema: Wisdom, justice, and moderation (Sabiduría, justicia y moderación)
- Mamífero: ballena franca (Eubalaena)
- Mineral: estaurolita
- Música: Georgia on my Mind (Georgia en mi mente).
- Pájaro: cuitlacoche rojizo (Toxostoma rufum)
- Pez: lubina negra (Micropterus salmoides)
- Reptil: Gopherus polyphemus
- Roca: cuarzo
- Eslogan: Georgia on My Mind

## Nota
1. ↑  En español o castellano, «Georgia» se pronuncia tal cual se escribe, es decir: [jeórjia].[5][6]